# Операція «Лондонський міст»

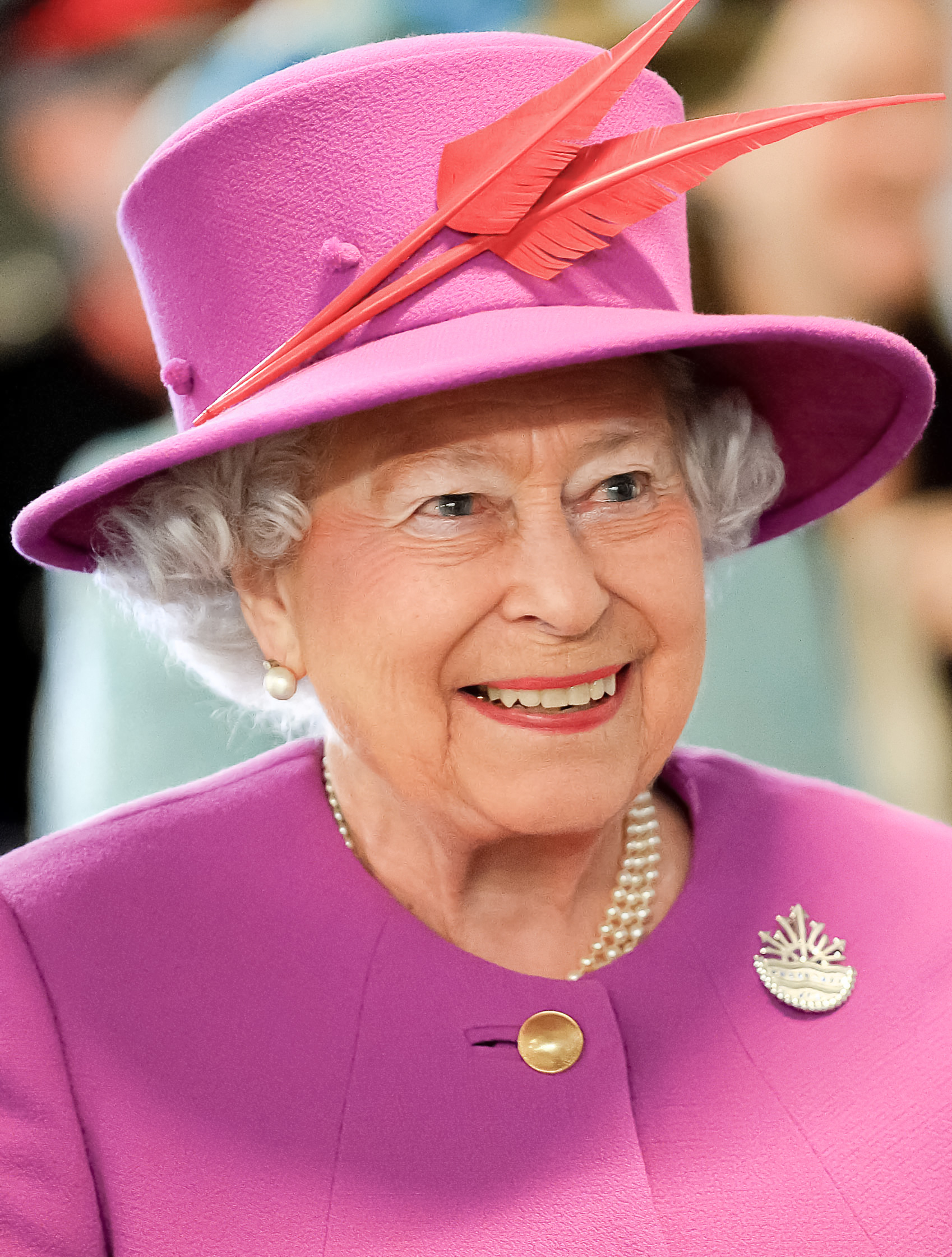
Королева Єлизавета II у 2015 році

Операція «Лондонський міст» (англ. Operation London Bridge), також знана за кодовою фразою «Лондонський міст впав» (англ. London Bridge is Down) — план дій, зокрема поховальних церемоній, на випадок смерті королеви Єлизавети II. План був розрахований на 10 днів після смерті королеви, включав оголошення про її смерть, період загальнонаціональної жалоби та детальний план державних похоронів. План було вперше створено в 1960-их роках і його регулярно оновлювали, аж до смерті Єлизавети II 8 вересня 2022 року, коли він вступив у дію.
Королева Єлизавета II померла 8 вересня 2022 року в замку Балморал в Шотландія, чим запустила в дію цей план.
План описує послідовність дій від дня смерті королеви, який умовно називається «День «Д» (англ. D-Day), до дня її поховання, який має бути десятим днем після її смерті. Кожен наступний день має умовне позначення із цифрою, яка означає кількість днів після її смерті: «Д+1», «Д+2» і так далі.
Фраза «Лондонський міст впав» використовувалась для повідомлення про смерть королеви Прем'єр-міністру Великої Британії та ключовому персоналу, щоб вони розпочали введення плану в дію. Серед інституцій, які були залучені до розробки цього плану, є Англіканська церква, Міська поліція Лондона, Збройні сили Великої Британії, засоби масової інформації (зокрема BBC), Королівська паркова служба, адміністрації районів Лондона, адміністрація Великого Лондона та державне транспортне підприємство «Transport for London». Деякі найважливіші рішення щодо цього плану Єлизавета II зробила самостійно, а деякі були залишені на розгляд її наступника. Газета The Guardian описала цей план як «розпланований до хвилини» з «таємничими й дуже специфічними» деталями.
Окрім операції «Лондонський міст», був підготований додатковий план, названий операцією «Єдиноріг», на випадок якщо королева помре на території Шотландії. Оскільки вона померла в шотландському замку Балморал, цей план був також задіяний. Паралельно з операцією «Лондонський міст», виконувалась операція «Весняний приплив», в якій описувався вступ на престол короля Чарльза III та його перша офіційна поїздка країнами-складовими Великої Британії (Шотландія, Уельс та Північна Ірландія). Деякі з королівств Співдружності, в яких британський монарх вважається номінальним головою держави, підготували власні плани дій на випадок смерті королеви.

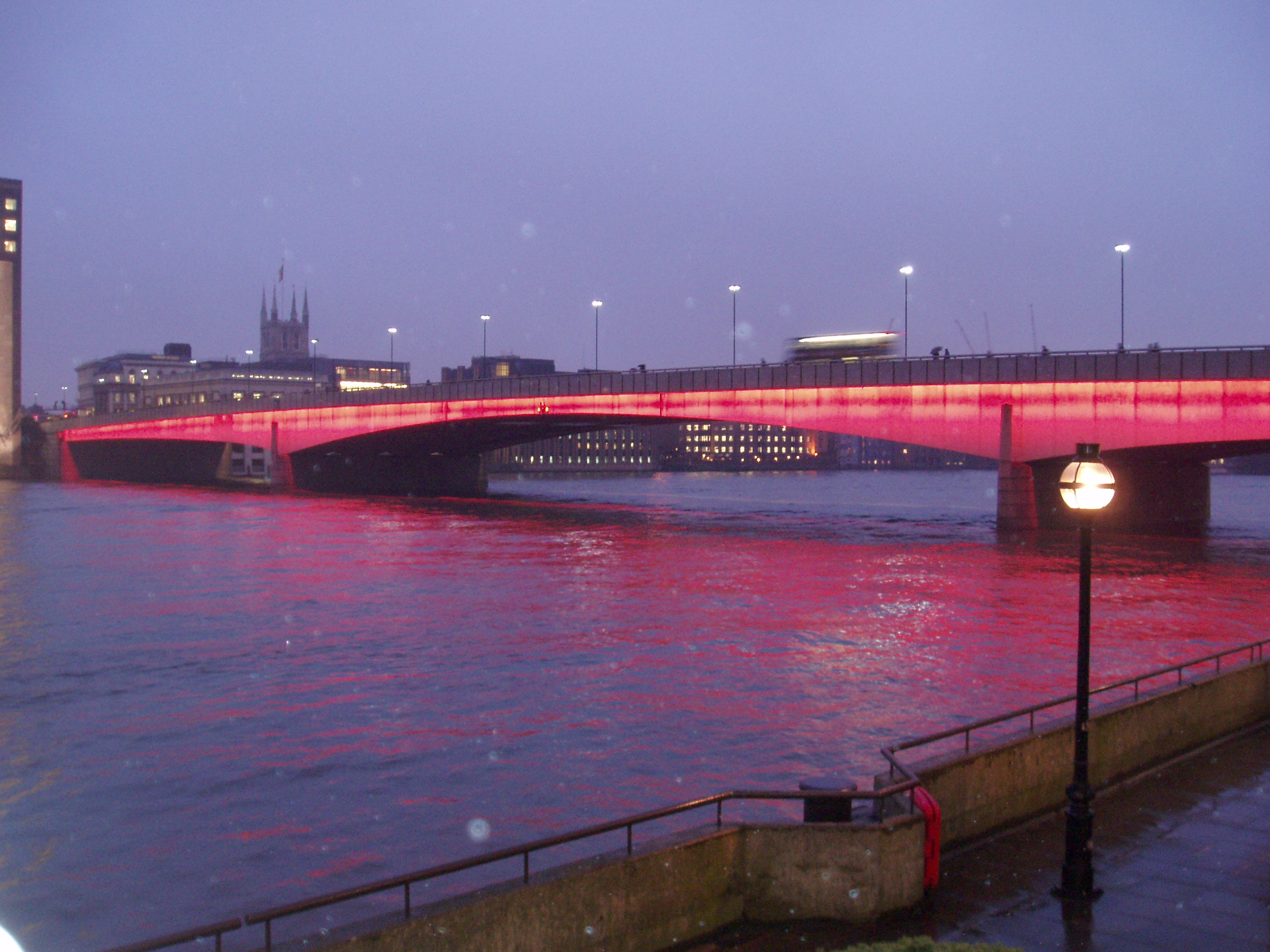
Лондонський міст, на честь якого названо план

Похорони та коронації членів британської королівської сім'ї зазвичай організовує Граф-маршал та службовці Геральдичної палати. Підготування до смерті та поховання Єлизавети II робилися також і Кабінетом міністрів Великої Британії.

## Історична довідка
Заздалегідь погоджені фрази зазвичай використовувались як «коди» для планів, пов'язаних зі смертю та похованням членів королівської родини. Початково, такі кодові фрази використовувались високопосадовцями аби обслуговуючий персонал Букінгемського палацу не дізнався про смерть монарха раніше за офіційне повідомлення. Коли 6 лютого 1952 року помер король Георг VI, прем'єр-міністра Вінстона Черчілля повідомили про це фразою «На розі Гайд-парку» (англ. Hyde Park Corner).
Деякі такі плани із «закодованими» назвами в кінці XX сторіччя та на початку XXI сторіччя називались на честь популярних мостів у Великій Британії. Наприклад, операція «Тейський міст» була підготовлена на випадок смерті Єлизавети Боуз-Лайон (матері Єлизавети II), і цей план репетирували протягом 22 років, до його застосування в 2002 році. План поховання Філіпа, герцог Единбурзький, який помер у 2021 році, назвали операцією «Форт-Брідж», а план поховання Чарльза III назвали операцією «Менайський міст».

## План
Підготування на випадок смерті королеви Єлизавети II почали робити вже у 1960-их роках, і початковий план зазнав суттєвих змін за десятиліття, які пройшли від того моменту до, власне, смерті королеви в 2022 році. План оновлювався тричі на рік на спеціальному засіданні, в якому брали участь державні й поліцейські високопосадовці та представники засобів масової інформації.
Одразу після смерті королеви Єлизавети II, її особистий секретар став найпершою особою, яка повідомила цю новину іншим (тобто, це не був хтось із родичів королеви або хтось із її лікарів). Найпершою дією секретаря було повідомити захищеною телефонною лінією прем'єр-міністра за допомогою фрази «Лондонський міст впав». Далі секретар королеви повідомив про її смерть секретарю Кабінету міністрів та членам Таємної ради. Секретар Кабінету міністрів, своєю чергою, повідомив далі іншим міністрам та іншим високопосадовцям. Центр глобального реагування Форин-офісу далі інформував уряди 14 інших держав Співдружності націй, де Єлизавета II була номінальним головою держави. Урядові офіційні сайти та сторінки в соціальних мережах, включно з офіційним сайтом королівської родини, перейшли на чорне оформлення, а публікація нетермінових новин припинилась.
Засоби масової інформації були повідомлені про новину за посередництва новинної агенції PA Media та медіакорпорації BBC через Систему радіопередачі термінових сигналів (Radio Alert Transmission System, RATS). В студіях британських радіостанцій загорілися спеціальні лампочки, які просигналізували ведучим поставити «необразливу музику» та підготуватись до потоку новин. Телеканал BBC Two переключився на трансляцію телеканалу BBC One, на якому транслювалося повідомлення про смерть королеви. BBC News поставила в ефір завчасно підготовлену серію сюжетів, під час яких чергові ведучі готувались до повідомлення аудиторії про новину, зокрема перевдягаючись у чорні костюми, заздалегідь підготовлені на цей випадок. Газета The Times завчасно підготувала матеріал для публікації одразу після смерті королеви, якого вистачить на 11 днів. ITN та Sky News регулярно репетирували смерть королеви, заміняючи королеву на умовну «місіс Робінсон».

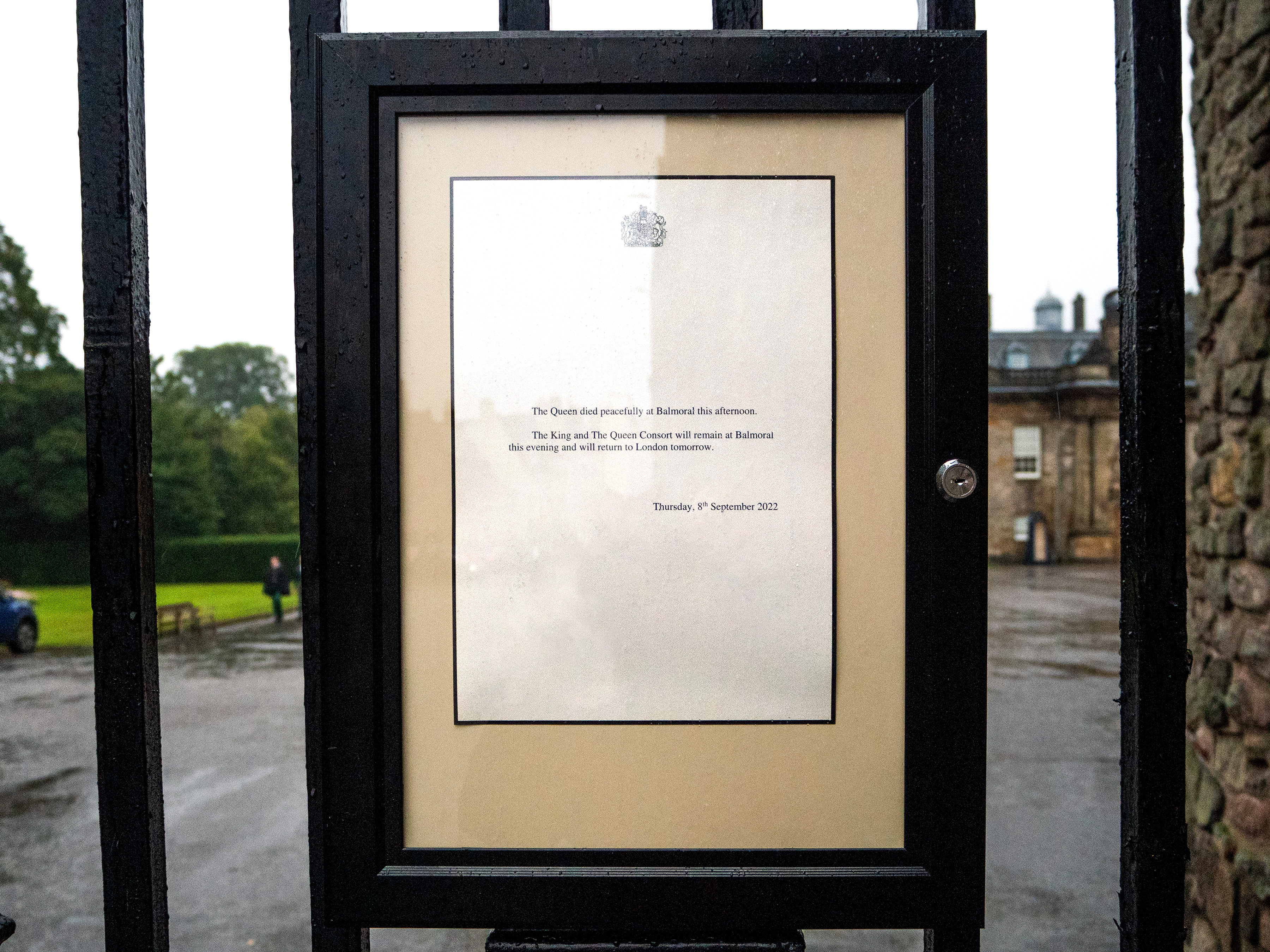
Повідомлення про смерть Єлизавети II на воротах палацу Голірудхаус в Единбурзі

Персонал Букінгемського палацу вивісив на воротах перед палацом постер з офіційним повідомленням про смерть королеви. На сайті палацу опублікували те ж саме повідомлення. Парламент Сполученого Королівства, Парламент Шотландії, Парламент Уельсу та Асамблея Північної Ірландії зберуться на позачергове засідання як тільки зможуть, а прем'єр-міністр виступить у Палаті громад. Новий король Чарльз III зустрінеться із прем'єр-міністром, після чого виступить зі зверненням до нації. Прапори у Вайтголлі та біля будівель місцевих органів влади будуть приспущені, а також будуть відкриті книги для висловлення співчуттів. Біля Собору Святого Павла в Лондоні буде цей гарматний залп на честь королеви, цю церемонію відвідають прем'єр-міністр разом із деякими іншими міністрами.
Були розроблені декілька варіантів плану, залежно від того, в якому саме місці помре королева, зокрема такі плани були для Віндзорського замку та для Шотландії. Якби це сталося у Віндзорському замку або у Сандрінгемському палаці, труну би доставили Британським королівським потягом до станції Сент-Панкрас, де б на неї чекали прем'єр-міністр та інші члени Кабінету. Якби королева померла за кордоном, труну би доставляв 32-ий ескадрон Повітряних сил Великої Британії на військову базу Нортголт, а звідти на катафалку до Букінгемського палацу. У будь-якому випадку, труну би доставили до Тронної зали Букінгемського палацу. Звідти, через п'ять днів після смерті, труну перенесуть до Вестмінстерської зали, де після служби її залишать на три дні, щоб люди змогли з нею попрощатися.
На десятий день після смерті королеви (18 вересня 2022), у Вестмінстерському абатстві пройшла державна поховальна церемонія під керівництвом Архієпископа Кентерберійського. Її тіло будо поховане а завчасно підготовленій могилі в Меморіальній каплиці короля Георга VI в Каплиці Святого Георгія у Віндзорському замку, поруч із Філіпом, герцогом Единбурзьким, чия труна буде перенесена з Королівського сховища. Із самою Єлизаветою II було погоджено, що день її поховання буде оголошено днем жалоби, однак оскільки цей день припадає на неділю 18 вересня 2022, необхідності оголошувати на цей день державний вихідний не буде. Опівдні цього дня по всій Великій Британії пройшла двохвилинна хвилина мовчання, а в Лондоні та у Віндзорі зберуться процесії.

## Операція «Весняний приплив»
Одночасно із роботою щодо організації поховання Єлизавети II відбувалась операція «Весняний приплив» — план щодо вступ на престол короля Чарльза III. На наступний день після смерті королеви в Палаці Святого Якова зібрався Коронаційний комітет і проголосив Чарльза III королем (до моменту смерті Єлизавети II він був принцом Уельським). Цього ж вечора зібрався Парламент, на засіданні якого депутати склали присягу на вірність королю та висловили співчуття щодо смерті королеви. Вся некритична робота парламенту була зупинена на 10 днів. Після цього король Чарльз III провів аудієнцією з прем'єр-міністром Ліз Трасс і членами Кабінету міністрів. На другий день після смерті королеви, 9 вересня, оголошення Чарльза III королем було зроблене урядами Шотландії, Уельсу та Північної Ірландії.
На третій день після смерті королеви, 10 вересня, король Чарльз III вранці приймав слова співчуття у Вестмінстерській Залі, а після цього вирушив у поїздку країнами-складовими Сполученого Королівства. Він відвідав Парламент Шотландії та прощальну службу в Соборі Сент-Джайлс в Единбурзі. Наступного дня Чарльз III поїхав до Північної Ірландії, де прийняв слова співчуття у Замку Гіллсборо і відвідав прощальну службу в Соборі Святої Анни в Белфасті. На сьомий день, 14 вересня, він поїхав до Уельсу, прийняв слова співчуття в Парламенті Уельсу та відвідав прощальну службу у Лландафському соборі в Кардіффі.

## Операція «Єдиноріг»
Операція «Єдиноріг» була підготована на випадок смерті королеви на території Шотландії, що і сталося. Деталі цього плану були вперше опубліковані в 2019 році, хоча перша згадка кодової назви з'явилася в газеті Шотландського парламенту ще в 2017 році.
Відповідно до цього плану, палац Голірудхаус, Собор Сент-Джайлс та Парламент Шотландії мали слугувати основними місцями проведення церемоній, а в парламенті мала бути відкрита книга співчуттів для всіх охочих. Діяльність парламенту мала бути негайно призупинена на як мінімум шість парламентських днів, щоб дати змогу посадовцям підготуватись до поховання. Потім парламент підготує заяву про співчуття протягом 72 годин після повторного засідання. Труна королеви має спершу перебувати в палаці Голірудхаус, за чим має відбутися церемонія прощання в Соборі Сент-Джайлс в Единбурзі. Після цього, труну королеви із залізничної станції Вейверлі в Единбурзі мають Британським королівським потягом доставити до Лондона, якщо це можливо. Альтернативно, труну могли б доставити до Лондона літаком, де її б зустріли прем'єр-міністр та члени Кабінету міністрів.

## Плани в країнах Співдружності
Посадовці Букінгемського палацу та Кларенс-хаусу провели перемовини з представниками королівств Співдружності щодо поховання королеви та вступу на престол її наступника в рамках операції "Лондонський міст". Уряди королівств Співдружності були проінформовані про смерть королеви Форин-офісом. Деякі з цих королівств мали власні плани щодо того, що відбуватиметься в цих країнах після смерті королеви Єлизавети II, які втілювались паралельно з операцією "Лондонський міст".

### Австралія
В Австралії підготування до смерті королеви теж почалися завчасно, наприклад завчасно були написані заяви, які би мали проголосити прем'єр-міністр та генерал-губернатор Австралії.
Прем'єр-міністра Австралії Ентоні Албаніза проінформували про смерть королеви приблизно за годину до офіційного оголошення цієї новини. Одразу після цього прем'єр-міністр вдягнув траурну чорну краватку, які його помічники завжди носили з собою, куди би він не пішов. Прем'єр-міністр та генерал-губернатор повернулися до Канберри щоб виголосити офіційні заяви, після чого вирушили до Лондона літаком Повітряних сил Австралії. Парламент Австралії зібрався на позачергове засідання. Також генерал-губернатор Девід Герлі оголосив про перехід королівського титулу і всіх відповідних австралійських титулів до Чарльза III.
Була передана інструкція щодо того, що всі національні прапори мають бути приспущені і мають залишатися в такому стані протягом наступних десяти днів, окрім дня проголошення Чарльза III королем. Проголосили національний день жалоби. Також запланована державна церемонія прощання з королевою та спеціальна служба в англіканській церкві. Збройні сили Австралії організували декілька гарматних салютів, разом з тим їх представники брали участь в церемоніях в Лондоні.

### Канада
В Канаді підготування до смерті королеви почались ще в 2002 році під час її "золотого ювілею". В консультаціях щодо цих планів брали участь Збройні сили Канади, Канадська таємна рада, Канадський секретар королеви, Міністерство з питань канадської спадщини та Офіс графа-маршала Великої Британії. Плани канадського федерального уряду щодо дій у випадку смерті королеви великим чином базувалися на тому, що було написано в "Інструкції щодо офіційних процедур уряду Канади", документі підготовленому Таємною радою в 1968 році. На додаток до федерального уряду, уряди провінцій запустили свої власні плани, підготовлені для випадку смерті королеви і коронації Чарльза III.
Після отримання повідомлення про смерть королеви, генерал-губернатор має скликати засідання Кабінету міністрів Канади на Парламентському пагорбі в Оттаві, щоб оголосити що в Канади є "новий і законний суверен". Таємна рада Канади вже зібралася щоб проголосити Чарльза III королем Канади. В "Інструкції щодо офіційних процедур уряду Канади" сказано, що на прем'єр-міністра покладається відповідальність за скликання позачергового засідання парламенту, внесення резолюції щодо вірності та співчуттів від парламенту новому монарху. Після цього прем'єр-міністр має оголосити перерву в роботі парламенту. Очікується, що Верховний комісар Канади у Великій Британії (посол) братиме участь в роботі Коронаційної ради.
Розпочався офіційний період трауру за Єлизаветою II, тривалість якого була визначена канадським федеральним урядом. Його початок було оголошено міністром канадської спадщини. Під час періоду трауру в Оттаві має відбутися траурний парад та церковна служба. Крім того, церемоніальні булави, портрети королеви та флагштоки на канадських урядових будівлях були задрапіровані чорною тканиною. Перед входами до урядових будівель будуть книги для висловлення співчуттів, а всі попередньо заплановані заходи скасують. Прапори біля всіх урядових будівель Канади, в тому числі і за кордоном, мають бути приспущені, від моменту отримання повідомлення про смерть королеви, до заходу сонця дня її поховання. Вступає в діє також і спеціальний протокол щодо одягу. Всім працівникам офісів генерал-губернатора, губернаторів провінцій та комісарів територій невідкладно видаються чорні краватки та чорні нарукавні пов'язки.
Державна телекомпанія CBC також мала план на цей випадок. Всі заплановані телепередачі були скасовані, показ реклами припинився, і все теле- і радіомовлення перейшло на формат новинного марафону. Крім того, була спеціально відібрана команда ведучих, готова в будь який момент приступити до висвітлення в ефірі новин щодо смерті королеви.

### Нова Зеландія
В Новій Зеландії реалізація плану на випадок смерті монарха була покладена на Департамент прем'єр-міністра та кабінету.
Уряд Нової Зеландії отримав новину про смерть королеви спеціальною лінією захищеного зв'язку, встановленого із Букінгемським палацом. Одразу після отримання повідомлення, голова Міністерство культури і спадщини Нової Зеландії Джасінда Ардерн оголосила приспущення державних прапорів біля урядових будівель та в деяких інших місцях аж до дня поховання королеви, окрім дня оголошення нового суверена. Також було зроблено 21 гарматний залп. Була оголошена державна пам'ятна церемонія, рішення про це було прийнято прем'єр-міністром. Представники Збройних сил Нової Зеландії взяли участь в церемоніях за кордоном.
Radio New Zealand, державний радіомовник, дотримався спеціального набору рекомендацій та інструкцій на випадок смерті монарха Нової Зеландії. На всіх радіостанціях RNZ передачі перервалися щоб повідомити про смерть королеви, із подальшим висвітленням новин щодо цього. Радіостанції RNZ припинили ставити в ефір панк-рок та пісні гурту Queen протягом цього періоду.